# بورگ‌اشتت
شهر بورگ‌اشتت در ایالت زاکسن در کشور آلمان واقع شده است.